# Viroinval
Viroinval (en való Virwinvå) és un municipi belga de la província de Namur a la regió valona. Comprèn les localitats de Dourbes, Le Mesnil, Mazée, Nismes, Oignies-en-Thiérache, Olloy-sur-Viroin, Treignes, Vierves-sur-Viroin. L'1 de gener del 2024 tenia 5.647 habitants.